# Giovanni Bernardo De Rossi
Giovanni Bernardo De Rossi (Sale Castelnuovo, 25 ottobre 1742 – Parma, 23 marzo 1831) è stato un presbitero, orientalista e bibliografo italiano, studioso della letteratura giudaica medievale, raccolse una vasta collezione di scritti ebraici conservata nella Biblioteca Palatina di Parma.

## Biografia
Avendo abbracciato lo stato ecclesiastico, dopo gli studi di teologia e filosofia nel seminario vescovile di Ivrea (1758-62), nel 1762 si recò all'università di Torino per conseguire il dottorato in teologia; qui nel 1764 iniziò lo studio dell'ebraico sotto la guida di Giovanni Francesco Marchini. Tra il 1764 e il 1766 si dette allo studio di altre lingue semitiche (quali l'ebraico postbiblico, l'aramaico, il siriaco, il samaritano e l'arabo. Cominciò a interessarsi soprattutto alla letteratura rabbinica. Conseguì la laurea il 21 giugno 1766 e venne ordinato sacerdote il 9 novembre dello stesso anno.
La prima opera importante, nella quale è possibile identificare i filoni di interesse e le loro connessioni con la teologia (per poter discutere con successo con gli Ebrei occorre padroneggiane la lingua e conoscere a fondo la letteratura rabbinica) è il De praecipuis caussis del 1769 che gli aprì le porte della ricerca universitaria: nell'ottobre 1769, su segnalazione del Paciaudi, fu infatti nominato dal Tillot (che l'anno precedente aveva espulso i Gesuiti dal ducato di Parma) professore di lingue orientali presso l'Università di Parma, posizione che mantenne per il resto della sua vita.
Con la cattedra il De Rossi ricevette anche l'incarico di redigere un "carmen polyglottum" per le nozze del duca Ferdinando I con Maria Amalia d'Asburgo-Lorena. Il carme del De Rossi venne stampato dal Bodoni: anzi, è la prima opera uscita dai torchi della nuova "Regia tipografia" che Bodoni aveva impiantato a Parma dopo la sua chiamato nel marzo 1768. Il carme segna pertanto l'inizio della lunga e importante collaborazione fra il De Rossi e il Bodoni. Nel 1775 Bodoni stampò l'Epithalamia exoticis linguis reddita del De Rossi, opera che fece epoca per l'uso delle diverse lingue utilizzate (amarico, palmireno, yiddish, gotico, russo, tibetano, georgiano, ecc. e relativi caratteri tipografici molti dei quali compaiono per la prima volta in un testo stampato in occidente.
Dal 1775 in poi De Rossi si dedicò quasi esclusivamente a lavori di bibliografia ebraica ed alla raccolta delle varianti del testo biblico. Per portare avanti le sue ricerche dedicò ogni sforzo, anche finanziario, alla costituzione della propria biblioteca privata (il "gabinetto") che, col passar del tempo, divenne una delle principali raccolte europee di manoscritti e stampati ebraici. Strinse rapporti con eruditi e bibliofili (Giovanni Battista Audiffredi, Stefano Borgia, ecc.) La sua biblioteca venne ceduta il 13 giugno 1816 alla Biblioteca di Parma in cambio di un vitalizio. Il 29 dicembre 1821 venne collocato a riposo dall'Università di Parma, nominato «professore emerito ed onorario» e fatto cavaliere dell'Ordine Costantiniano di San Giorgio.
L'opera del De Rossi in campo bibliografico è ritenuta di grande importanza; il suo maggior limite, secondo Luzzatto, è stato quello di essersi limitato alla sola catalogazione erudita dei documenti, senza tentare di inserirli nella prospettiva storica come sarà delineata nel Wissenschaft des Judentums nel XIX secolo.

## Opere
- De praecipuis caussis, et momentis neglectae a nonnullis Hebraicarum litterarum disciplinae disquisitio elenchtica, Augustae Taurinorum: ex Typographia Regia, 1769 (on-line)
- Della vana aspettazione degli ebrei del loro re Messia dal compimento di tutte le epoche trattato del teol. Giambern. De-Rossi, Parma: dalla Stamperia reale, 1773; Roma: Marini e Co., 1840 (on-line)
- Epithalamia exoticis linguis reddita, Parmae: ex regio typographeo, 1775
- De hebraicae typographiae originae ac primitiis, seu antiquis ac rarissimis hebraicorum librorum editionibus saeculi 15. disquisitio historico-critica, Parmae: ex Regio typographeo, 1776 (on-line)
- Specimen variarum lectionum sacri textus et chaldaica estheris additamenta cum latina versione ac notis ex singulari codice privatae bibliothecae Pii VI P. O. M. edidit variisque dissertationibus illustravit Iohannes Bernardus De Rossi, Accedit eiusdem auctoris appendix de celeberr. codice tritaplo samaritano bibliothecae Barberinae, Romae: sumptibus Venantii Monaldini Bibliopolae, 1782 (on-line)
- Io. Bernhard De Rossi, Annales typographiae ebraicae Sabionetenses appendice aucti. Ex Italicis Latinos fecit m. Io. Frid. Roos, collega, Erlangae: sumtibus Io. Iac. Palm., 1783 (on-line)
- Variae lectiones Veteris Testamenti ex immensa mss. editorumq. codicum congerie haustae et ad Samar. textum, ad vetustiss. versiones, ad accuratiores sacrae criticae fontes ac leges examinatae opera ac studio Johannis Bern. De-Rossi. Prolegomena, clavis codicum, Genesis, Exodus, Leviticus, Parmae: ex regio typographeo, 1784 (on-line)
- Annales Hebraeo-typographici secolo 15. descripsit fusoque commentario illustravit Joh. Bernardus De-Rossi, Parmae: ex Regio Typographeo, 1795 (on-line)
- Joh. Bernardi De-Rossi Scholia critica in V. T. libros seu Supplementa ad varias sacri textus lectiones, Parmae: ex regio typographeo, 1798 (on-line)
- Annales hebraeo-typographici ab an. MDI ad MDXL digessit notisque hist.-criticis instruxit Joh. Bernardus De-Rossi, Parmae: ex Regio typographeo, 1799 (on-line)
- Dizionario storico degli autori ebrei e delle loro opere, Parma: dalla Reale Stamperia, 1802 (Volume I, on-line) e (Volume II, on-line)
- Dizionario storico degli autori arabi più celebri e delle principali loro opere, Parma: dalla Stamperia Imperiale, 1808 (on-line)
- Mss. codices Hebraici biblioth. I. B. De-Rossi ling. Orient. prof. accurate ab eodem descripti et illustrati. Accedit appendix qua continentur mss. codices reliqui al. linguarum, Parmae: ex Publico Typographeo, 1803 (Volume I, on-line) (Volume II, on-line) (Volume III, on-line)
- Annali ebreo-tipografici di Cremona distesi dal dottore G. Bernardo De Rossi prof. di lingue orientali, Parma: dalla Stamperia Imperiale, 1808 (on-line)
- Il libro di Giobbe tradotto dal testo originale dal dottore G. Bernardo De-Rossi, Parma: dalla Stamperia reale, 1812 (on-line)
- Introduzione allo studio della lingua ebrea, dell'importanza di questo studio, e della maniera di ben istituirlo, del cavaliere G. Bernardo De-Rossi preside della facoltà di teologia e professore di lingue orientali, Parma: dalla stamperia Blanchon, 1815 (on-line)
- Introduzione alla Sacra Scrittura che comprende le prenozioni più importanti relative ai testi originali e alle loro versioni del professore G. Bernardo De-Rossi preside della facoltà teologica, Parma: dalla stamperia ducale, 1817 (on-line)
- Sinopsi della ermeneutica sacra o dell'arte di ben interpretare la Sacra Scrittura del professore G. Bernardo De-Rossi preside della facoltà teologica e riformatore nel magistrato supremo dell'università, Parma: dalla stamperia ducale, 1819 (on-line)